# Boševci
Boševci is een plaats in de gemeente Ozalj in de Kroatische provincie Karlovac. De plaats telt 80 inwoners (2001).